# Yusuke Miura
Yusuke Miura (三浦 雄介 Miura Yusuke?), född 27 augusti 1991 i Tokyo prefektur, är en japansk fotbollsspelare.
Miura började sin karriär 2014 i YSCC Yokohama. Han spelade 28 ligamatcher för klubben.